# NGC 1898
NGC 1898 bezeichnet einen Kugelsternhaufen im Sternbild Schwertfisch. Er hat eine Entfernung von circa 160.000 Lichtjahren und ist Teil der Großen Magellanschen Wolke. Sein Alter beträgt mehr als 13,5 Milliarden Jahre und ähnelt dem der Kugelsternhaufen der Milchstraße.
Man ging lange davon aus, dass der Kugelsternhaufen im Jahr 1834 von dem Astronomen John Herschel mithilfe seines 18,7 Zoll durchmessenden Spiegelteleskops entdeckt und dann später von Johann Dreyer im New General Catalogue verzeichnet wurde. Neuere Untersuchungen zeigen jedoch, dass dieser erstmals von James Dunlop im Jahr 1826 beobachtet wurde, ohne dass man die Identität der Objekte erkannte.